# 高ノ木神社
高ノ木神社（たかのきじんじゃ）は、兵庫県姫路市にある神社。

## 由緒
播磨国風土記の「飾磨郡小川里」条「高瀬村」が高木の地と推定される。法華山から書写山に向かう巡礼道が石積山麓の北、松瀬（松ヶ瀬）で渡しになっていた。松瀬には当村はじめ九ヶ村に水掛かりの花田井の樋門がある。石積山は江戸時代の播磨鑑に高木古城跡とし「親方仁」の呼称を伝え、応仁の乱で播磨に入国した赤松政則が陣を構えた「石積城」「石積陳（陣）」と考えられる。「陰凉軒日録」に長享元年（1487年）閏11月29日条に石積城中一室で赤松政則の亡父33回忌の来賓への対応を記す。高木の村名は慶長年間に現れ、高木三社といって、高木鞣の祖とされる聖神を祀る聖神社（南の宮）、須佐ノ男神を祀る大将軍神社（中の宮）、菅原道真を祀る天満神社（北の宮）がある。聖神社は大正13年（1924年）地区改正事業に際し大将軍神社に合祀。昭和39年（1964年）天満神社に合祀され高ノ木神社となる。聖神・須佐ノ男神・天神の三座を祀り、境内社に菅原稲荷大神がある。境内には明治2年（1869年）の鳥居と石灯籠、昭和2年（1927年）の力石があり、力石奉納額が拝殿に掲げられている。

## 周辺
- 教福寺
- 正楽寺

## 交通
- 播但線 野里駅